# 양정초등학교
양정초등학교는 대한민국 부산광역시 부산진구 양정동에 있는 공립 초등학교이다.

## 학교 연혁
- 1954.06.30 설립인가(14학급)
- 1955.04.01 양정국민학교 개교(거제교)
- 1976.03.01 양동국민학교 분리(10학급)
- 1984.03.01 양성국민학교 분리(11학급)
- 1996.03.01 양정초등학교로 명칭 변경
- 2009.05.14 양정초등학교 재건축 입교식
- 2011.03.01 영재학급 편성(과학, 수학 통합)
- 2019.09.01 제25대 김승태 교장 부임
- 2020.02.21 제64회 141명 졸업(졸업생 누계:29,034명)
- 2020.03.01 33학급 편성(특수학급2, 귀국학생특별학급1 포함)
- 2023.02.23 제65회 242명졸업(졸업생:246명)
- 2023.09.01 장미순 교장선생님 부임
- 2025.04.01 개교 70주년

## 참고 문헌
- 양정초등학교 - 한국교육학술정보원 학교알리미

## 야구부
1990년 6월 야구부가 창단되었다. 감독은 최대성.
2024년 10월 31일 기준 야구부 기록은 9전 3승 6패 승률 0.333이다. 

2023년 야구부 기록은 6전 3승 3패 승률 0.500이다. 